# Вајоминг (Ајова)
Вајоминг (енгл. Wyoming) град је у америчкој савезној држави Ајова. По попису становништва из 2010. у њему је живело 515 становника.

## Демографија
Према попису становништва из 2010. у граду је живело 515 становника, што је -111 (-17.7%) становника више него 2000. године.
| Група             | 2000.       | 2010.       |
| Белци             | 616 (98,4%) | 507 (98,4%) |
| Афроамериканци    | 4 (0,6%)    | 0 (0,0%)    |
| Азијати           | 0 (0,0%)    | 0 (0,0%)    |
| Хиспаноамериканци | 1 (0,2%)    | 6 (1,2%)    |
| Укупно            | 626         | 515         |